# Emendas de Reconstrução
As Emendas de Reconstrução, também conhecidas como Emendas da Guerra Civil, são a Décima Terceira, a Décima Quarta e a Décima Quinta emendas à Constituição dos Estados Unidos, adotadas entre 1865 e 1870. As emendas foram parte da implementação da Reconstrução do Sul dos Estados Unidos, que ocorreu após a Guerra Civil.
A Décima Terceira Emenda (proposta em 1864 e ratificada em 1865) aboliu a escravidão e a servidão involuntária, exceto em casos de punição criminal. A Décima Quarta Emenda (proposta em 1866 e ratificada em 1868) aborda os direitos de cidadania e a garantia de proteção igualitária sob as leis para todas as pessoas. A Décima Quinta Emenda (proposta em 1869 e ratificada em 1870) proíbe a discriminação no direito de voto com base em "raça, cor ou condição anterior de servidão".
O objetivo dessas emendas era assegurar a liberdade dos ex-escravizados e conceder-lhes determinados direitos civis, além de proteger todos os cidadãos dos Estados Unidos contra a discriminação. Contudo, a aplicação plena desses direitos foi enfraquecida por leis estaduais e decisões judiciais federais ao longo do final do século XIX. A implementação completa dos direitos garantidos por essas emendas só foi alcançada com a decisão da Suprema Corte no caso Brown v. Board of Education, em 1954, e com a promulgação de legislações como a Lei dos Direitos Civis de 1964 e a Lei dos Direitos de Voto de 1965.

## Histórico
As Emendas de Reconstrução foram adotadas entre 1865 e 1870, nos cinco anos que se seguiram imediatamente à Guerra Civil. A última vez que a Constituição havia sido emendada foi com a Décima Segunda Emenda, mais de 60 anos antes, em 1804.
Essas três emendas faziam parte de um amplo movimento de reconstrução que ocorreu nos Estados Unidos após a Guerra Civil. Seus defensores acreditavam que elas transformariam o país, que, nas palavras de Abraham Lincoln, era “metade escravo e metade livre”, em uma nação onde as “bênçãos da liberdade” garantidas constitucionalmente seriam estendidas a toda a população, incluindo os ex-escravizados e seus descendentes.

## Décima Terceira Emenda

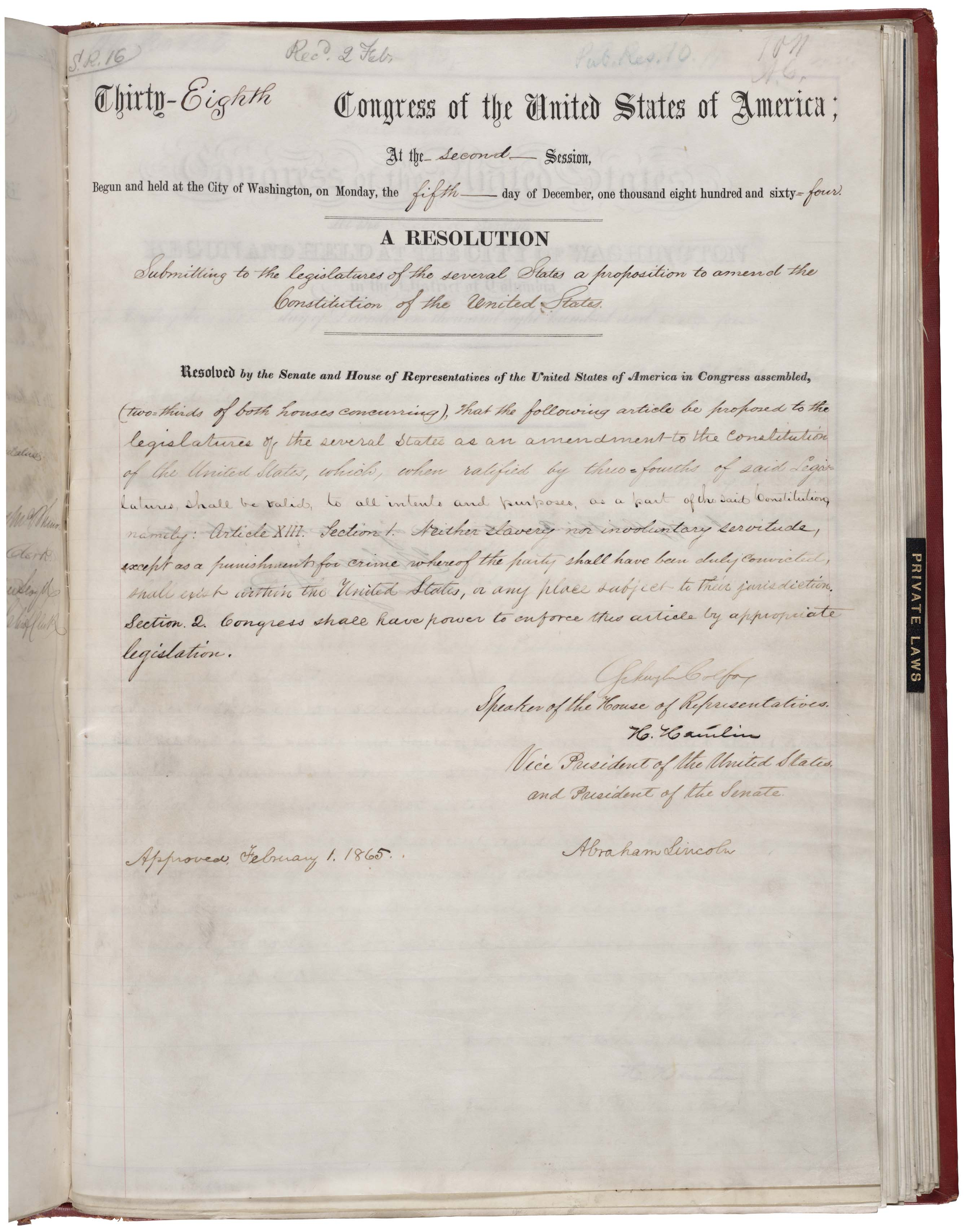
Texto da 13ª Emenda.

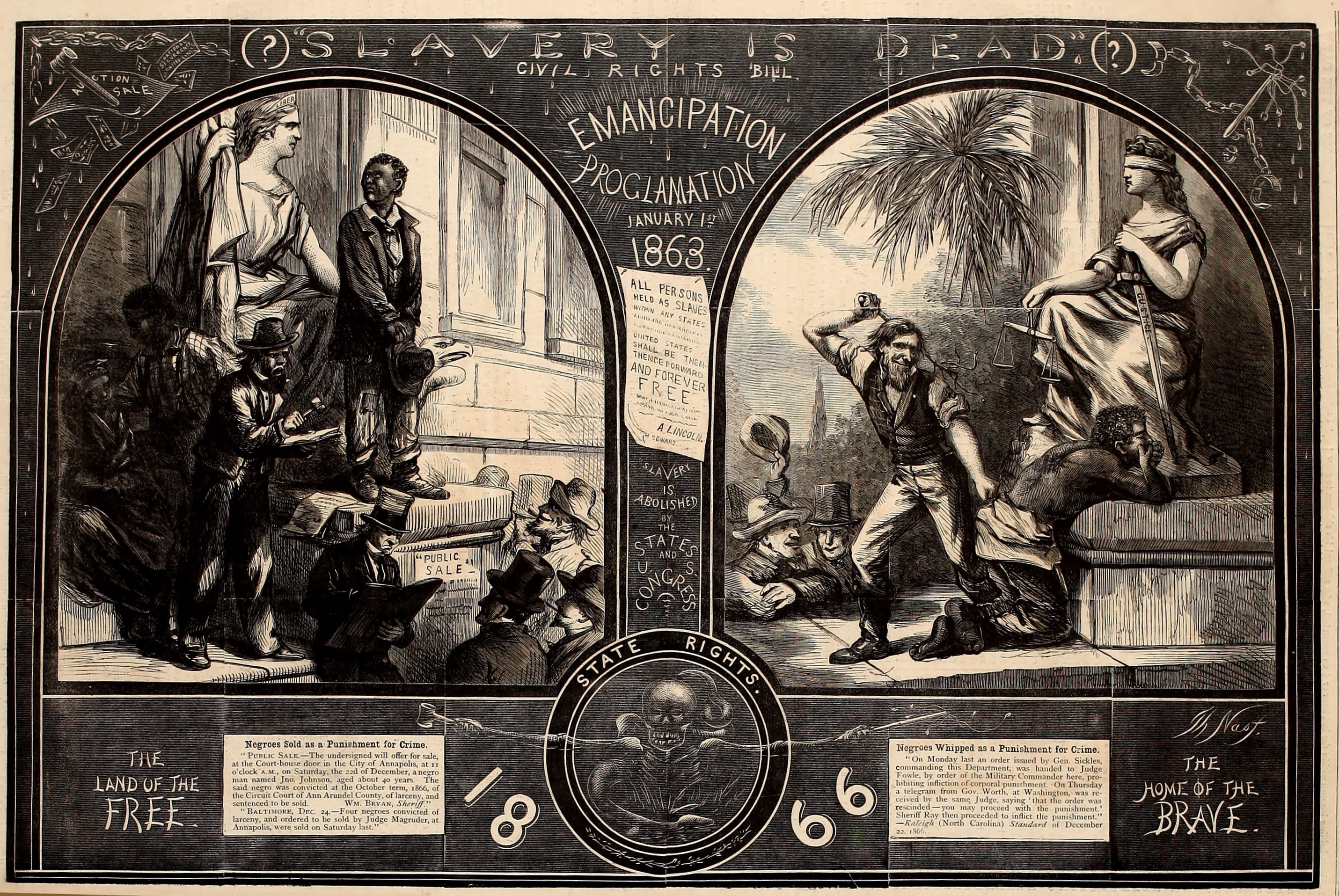
Thomas Nast apresenta o argumento republicano para a legislação federal de direitos civis e a emenda constitucional nesta ilustração para a edição de 12 de janeiro de 1867 da Harper's Weekly.

A Décima Terceira Emenda à Constituição dos Estados Unidos aboliu a escravidão e a servidão involuntária, exceto como punição por um crime. Ela foi aprovada pelo Senado dos EUA em 8 de abril de 1864 e, após uma votação sem sucesso e extensas manobras legislativas do governo de Abraham Lincoln, foi aprovada pela Câmara dos Deputados em 31 de janeiro de 1865. A emenda foi rapidamente ratificada por todos os estados da União, exceto Delaware, Nova Jersey e Kentucky, e por um número suficiente de estados sulistas fronteiriços e “reconstruídos” para ser incorporada à Constituição até 6 de dezembro de 1865. Em 18 de dezembro de 1865, o Secretário de Estado William H. Seward proclamou que a emenda havia sido oficialmente incorporada à Constituição federal. A Décima Terceira Emenda foi a primeira emenda constitucional a ser adotada em mais de 60 anos, desde a Décima Segunda Emenda, o maior intervalo entre emendas até aquele momento.
A escravidão já estava tacitamente reconhecida na Constituição original, por meio de disposições como o Artigo I, Seção 2, Cláusula 3, conhecida como o Compromisso dos Três Quintos, que determinava como a população de escravos de cada estado seria considerada na contagem total da população para a distribuição de assentos na Câmara dos Representantes e na apuração de impostos diretos entre os estados. Embora muitas pessoas escravizadas tivessem sido declaradas livres pela Proclamação de Emancipação de Lincoln, em 1863, sua situação legal após a Guerra Civil ainda era incerta.

## Décima Quarta Emenda
A Décima Quarta Emenda à Constituição dos Estados Unidos foi proposta pelo Congresso em 13 de junho de 1866 e ratificada em 9 de julho de 1868, quando alcançou o número necessário de estados para se tornar oficialmente parte da Constituição. Em 20 de julho de 1868, o Secretário de Estado William Seward certificou sua ratificação. A emenda trata dos direitos de cidadania e da proteção igualitária sob as leis e foi proposta em resposta às questões relativas ao tratamento dos libertos após a Guerra Civil. Ela enfrentou forte oposição, especialmente nos estados do Sul, que foram obrigados a ratificá-la para restaurar suas delegações no Congresso. A Décima Quarta Emenda tornou-se uma das disposições mais litigiosas da Constituição, formando a base para decisões jurídicas significativas, como Roe v. Wade (1973), sobre o direito ao aborto, e Bush v. Gore (2000), sobre a eleição presidencial de 2000.
A primeira seção da emenda contém várias cláusulas importantes: a Cláusula de Cidadania [en], a Cláusula de Privilégios ou Imunidades [en], a Cláusula do Devido Processo Legal [en] e a Cláusula de Proteção Igualitária. A Cláusula de Cidadania estabelece uma definição ampla de cidadania, anulando a decisão da Suprema Corte no caso Dred Scott v. Sandford (1857), que havia afirmado que pessoas descendentes de africanos não poderiam ser cidadãos dos Estados Unidos. A Cláusula de Privilégios ou Imunidades, embora significativa, acabou sendo interpretada de forma limitada ao longo do tempo, com pouco impacto prático. A Seção 2 da emenda prevê uma redução na representação no Congresso para os estados que negam o direito de voto com base em critérios raciais, mas essa cláusula não foi efetivamente aplicada quando os estados do Sul privaram os negros de seus direitos no final do século XIX e início do século XX. Apesar das objeções dos congressistas do Norte em 1900 sobre a distribuição desigual de representação no Congresso, os representantes do Sul conseguiram impedir a aprovação de mudanças significativas na formulação.
A Cláusula do Devido Processo Legal proíbe que autoridades estaduais ou locais retirem a vida, a liberdade ou a propriedade de uma pessoa sem o devido processo legal. Ela também foi utilizada pelo Judiciário para estender as proteções da Declaração de Direitos aos estados, além de estabelecer requisitos substanciais e processuais que as leis estaduais devem atender.
A Cláusula de Proteção Igualitária exige que todos os estados garantam proteção igual perante a lei a todas as pessoas sob sua jurisdição. Essa cláusula foi a base da decisão da Suprema Corte no caso Brown v. Board of Education (1954), que declarou a segregação racial nas escolas públicas inconstitucional, e também foi fundamental na proibição de leis contra o casamento inter-racial, como demonstrado na decisão Loving v. Virginia (1967).

## Décima Quinta Emenda

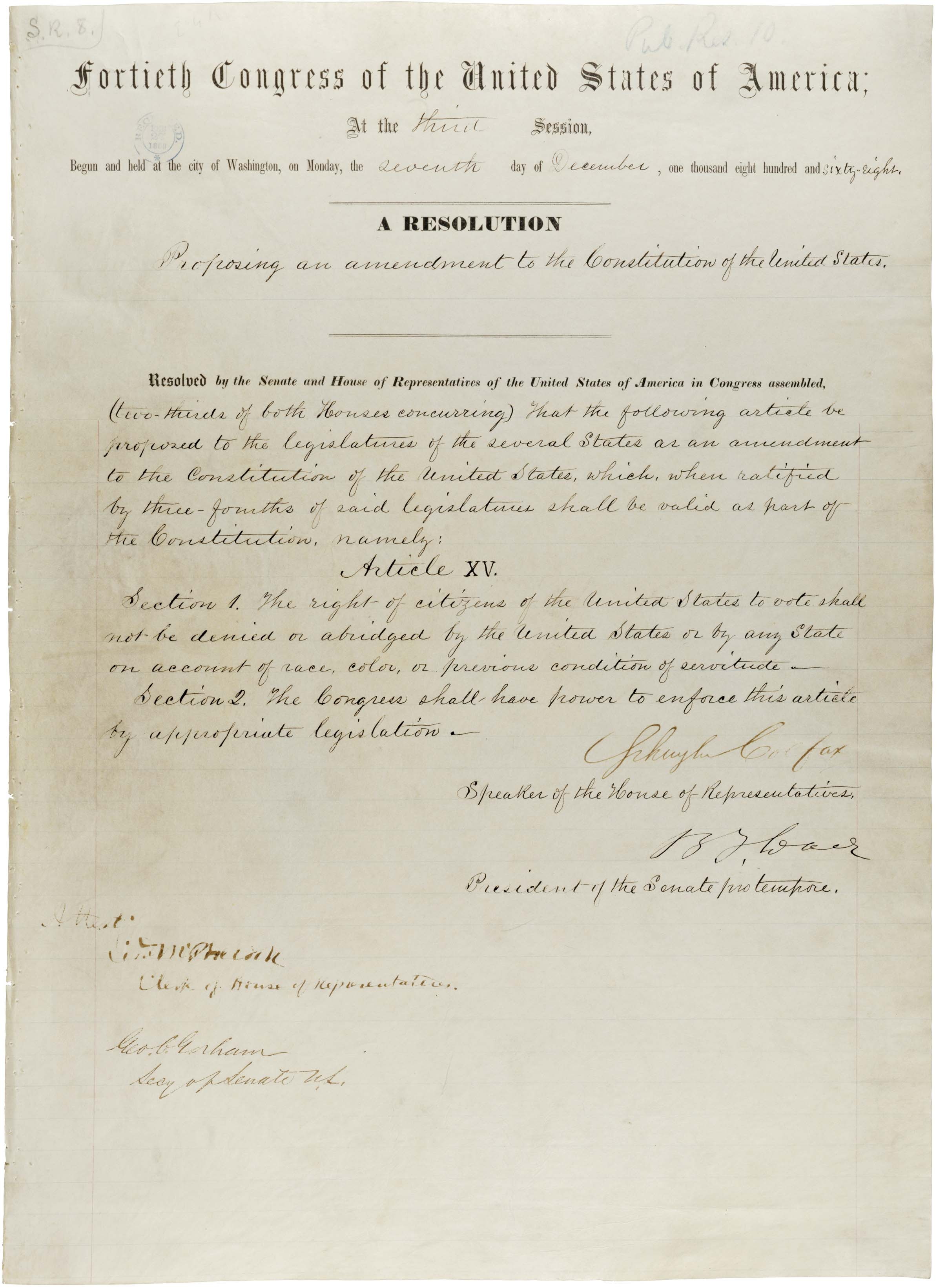
Texto da 15ª Emenda.

A Décima Quinta Emenda à Constituição dos Estados Unidos proíbe os governos federal e estadual de negar a um cidadão o direito de votar com base na “raça, cor ou condição anterior de servidão” desse cidadão. Ratificada em 3 de fevereiro de 1870, ela foi a terceira e última das Emendas de Reconstrução.
Nos primeiros Estados Unidos, como Nova Jersey, antes de 1807, cidadãos de todas as raças podiam votar, desde que cumprissem outros requisitos, como a posse de bens. Contudo, em 1869, o direito de voto era restrito a homens brancos. A eleição apertada de Ulysses S. Grant para a presidência em 1868 convenceu muitos republicanos de que a proteção do direito de voto para os negros era essencial para o futuro do partido. Após rejeitar versões mais amplas de uma emenda sobre sufrágio, o Congresso propôs uma emenda de compromisso em 26 de fevereiro de 1869, que proibiria restrições ao voto com base na raça, cor ou condição anterior de servidão. A emenda enfrentou desafios durante a ratificação, mas foi finalmente adotada em 30 de março de 1870.
Após a conquista do direito de voto pelos negros, a Ku Klux Klan e outros grupos supremacistas brancos direcionaram ataques para interromper suas reuniões políticas e intimidá-los nas urnas, com o objetivo de suprimir a participação negra. Na década de 1870, surgiram grupos como os Camisas Vermelhas e a Liga Branca, formados por brancos que buscavam reprimir violentamente o voto dos negros. Apesar disso, até o final do século XIX, muitos negros continuaram a ser eleitos para cargos locais e até para o Congresso.
A partir de 1900, os estados do sul dos Estados Unidos aprovaram novas constituições e leis com métodos para restringir os direitos de voto dos negros [en], como impostos eleitorais, regras de residência e testes de alfabetização administrados por funcionários brancos, muitas vezes com isenções para brancos por meio de cláusulas de anterioridade [en]. Quando essas leis foram desafiadas na Suprema Corte, a interpretação da emenda foi restrita, com base na intenção declarada das leis, em vez de seu impacto prático. Como resultado, a supressão de eleitores foi significativa, com milhões de pessoas, incluindo negros e brancos pobres, sendo efetivamente excluídas do sistema político e das listas de eleitores.
No século XX, a Suprema Corte começou a interpretar a Décima Quinta Emenda de maneira mais ampla. Em 1915, no caso Guinn v. United States, a Corte derrubou as cláusulas de anterioridade. Levou quase um quarto de século para desmantelar o sistema de primárias exclusivas para brancos nos “casos primários do Texas” (1927-1953). Durante esse período, o Sul se tornou uma região de partido único, com as primárias do Partido Democrata sendo as únicas disputas competitivas. Contudo, os estados do Sul reagiram rapidamente às decisões da Suprema Corte, criando novas formas de continuar excluindo os negros das listas de eleitores e da votação.
Foi somente após a aprovação da legislação federal de direitos civis, na década de 1960, que muitos negros do Sul conseguiram efetivamente votar. A Vigésima Quarta Emenda, de 1964, proibiu a exigência de taxas de votação em eleições federais; ainda assim, cinco estados do Sul mantiveram essa exigência. A decisão da Suprema Corte no caso Harper v. Virginia State Board of Elections (1966), que também proibiu as taxas de votação nas eleições estaduais, foi um marco que permitiu aos negros recuperar sua participação no sistema político dos Estados Unidos.

## Erosão, litígio e escopo
A promessa das Emendas de Reconstrução foi enfraquecida por leis estaduais e decisões de tribunais federais ao longo do final do século XIX, sendo restaurada somente na segunda metade do século XX. A partir de 1876, alguns estados adotaram as leis Jim Crow, que impunham restrições aos direitos dos afro-americanos. Decisões importantes da Suprema Corte, como os Casos do Matadouro, em 1873, limitaram os direitos garantidos pela cláusula de privilégios ou imunidades da Décima Quarta Emenda, impedindo sua aplicação aos direitos previstos nas legislações estaduais. Outro marco foi a decisão de Plessy v. Ferguson, em 1896, que originou a expressão "separados, mas iguais" e deu respaldo federal às leis Jim Crow. Os plenos benefícios das Décima Terceira, Décima Quarta e Décima Quinta Emendas só foram efetivamente alcançados com a decisão da Suprema Corte no caso Brown v. Board of Education em 1954, e com a promulgação de leis como a Lei dos Direitos Civis de 1964 e a Lei dos Direitos de Voto de 1965.
As Emendas de Reconstrução também tiveram um impacto significativo na divisão de poderes entre os governos estaduais e o governo federal. Essas emendas foram concebidas como uma expansão do poder federal, representando uma intrusão na soberania estadual. Em 2024, a Suprema Corte dos Estados Unidos observou em relação à Décima Quarta Emenda, e, por extensão, às Emendas de Reconstrução em geral, que "a Décima Quarta Emenda expandiu o poder federal às custas da autonomia estadual" e "alterou fundamentalmente o equilíbrio entre os poderes estadual e federal estabelecido pela Constituição".